# Craig Johnson
Craig Thomas Johnson (* 8. März 1972 in St. Paul, Minnesota) ist ein ehemaliger US-amerikanischer Eishockeyspieler und derzeitiger -trainer, der im Verlauf seiner aktiven Karriere zwischen 1990 und 2008 unter anderem 573 Spiele für die St. Louis Blues, Los Angeles Kings, Mighty Ducks of Anaheim, Toronto Maple Leafs und Washington Capitals in der National Hockey League auf der Position des linken Flügelstürmers bestritten hat. Darüber hinaus absolvierte er weitere 139 Partien für die Hamburg Freezers und DEG Metro Stars in der Deutschen Eishockey Liga. Seinen größten Karriereerfolg feierte Johnson im Trikot der Nationalmannschaft der Vereinigten Staaten mit dem Gewinn der Bronzemedaille bei der Weltmeisterschaft 1996. Zuletzt war er von Juli 2022 bis Mai 2024 als Assistenztrainer bei den Anaheim Ducks in der NHL tätig.

## Karriere
Johnson war drei Jahre lang Spieler der Highschool-Mannschaft von Hill-Murray in Maplewood im Bundesstaat Minnesota. Dort entwickelte er sich zum herausragenden Spieler seines Teams und wurde beim NHL Entry Draft 1990 von den St. Louis Blues in der zweiten Runde als 33. gezogen. Nach seinem Abschluss ging er an die University of Minnesota und spielte dort drei Jahre (1990–1993) in der amerikanischen Universitätsliga National Collegiate Athletic Association (NCAA). In 120 Spielen gelangen ihm 54 Tore und 81 Vorlagen.
1994 nahm er mit der US-Nationalmannschaft an den Olympischen Winterspielen in Lillehammer teil, bei denen das US-Team den achten Platz belegte. Anschließend holten die St. Louis Blues ihn zu den Peoria Rivermen, ihrem Farmteam in der unterklassigen International Hockey League. In dieser Saison durfte er aber auch 15 Spiele in der National Hockey League bestreiten. In der darauffolgenden Saison waren die Abstecher zum Farmteam, den Worcester IceCats, schon die Ausnahme und er schaffte in der NHL den Durchbruch.
Seine erfolgreichste Zeit erlebte er dann beim NHL-Team der Los Angeles Kings. Für diese spielte er von 1995 bis 2003. Da er aber leistungsmäßig abbaute, wurde sein Vertrag nicht verlängert. In der Spielzeit 2003/04 pendelte Johnson dann zwischen drei verschiedenen NHL-Clubs hin und her, konnte sich aber weder bei den Mighty Ducks of Anaheim, Toronto Maple Leafs noch bei den Washington Capitals durchsetzen. Zwischen 1994 und 2004 kam er in insgesamt 557 NHL-Partien auf 75 Tore und 98 Vorlagen.
Zur Saison 2004/05 startete er bei den Hamburg Freezers in der Deutschen Eishockey Liga einen Neuanfang. Dieser war auch überaus erfolgreich, da Johnson in der vom Niveau her schlechteren DEL in nur 42 Spielen auf 19 Tore und 25 Vorlagen kam. In diesem Jahr konnte er allerdings nicht an den Play-offs teilnehmen, da ihn eine schwere Leistenverletzung aus der Bahn warf. Trotz seiner Verletzungsanfälligkeit machten ihm die DEG Metro Stars zur Saison 2005/06 ein Vertragsangebot bis zum Ende der Spielzeit 2006/07, das er auch annahm. Doch fast direkt zu Beginn der Saison brach nach einem Bodycheck durch einen Gegner die alte Verletzung wieder auf, so dass Johnson für einige Wochen pausieren musste. In den Playoffs konnte der Offensivspieler aufblühen und wurde zum wertvollsten Spieler seines Teams und zweitbester Scorer der DEL-Playoffs 2006. Er hatte gehörigen Anteil daran, dass die DEG Metro Stars am Ende die Vizemeisterschaft feiern konnten – dies und die gute Perspektive beim Düsseldorfer Club haben Johnson zu der Aussage bewegt, seine Karriere bei der DEG beenden zu wollen. Nach der Saison 2006/07 bekam Johnson keinen neuen Vertrag mehr. Er verließ die Metro Stars zunächst mit unbekanntem Ziel, wechselte im November 2007 dann nach Österreich zu den Red Bulls Salzburg, mit denen er Meister wurde. Anschließend beendete er seine Karriere.
In der Folge hospitierte Johnson in der Saison 2010/11 als Trainer bei den Ontario Reign in der ECHL. Danach pausierte er mehrere Jahre, ehe er im High-Scholl-Bereich wieder die Trainertätigkeit aufnahm. So betreute er die US-amerikanische Verbandsauswahl im Rahmen des Deutschland Cup 2015 als Assistenztrainer. Mit Beginn der Saison 2018/19 war Johnson bei seinem Ex-Team, den Los Angeles Kings, angestellt und fungierte dort ab der Saison 2020/21 als Assistenztrainer beim Farmteam, den Ontario Reign aus der AHL. Im Juli 2022 wurde er dann in gleicher Funktion von den Anaheim Ducks angestellt, sodass ihm als Trainer die Rückkehr in die NHL gelang. Das Engagement dort währte bis zum Ende der Saison 2023/24.

## Erfolge und Auszeichnungen
| - 1991 WCHA All-Rookie Team - 1992 WCHA All-Tournament Team - 1993 Broadmoor-Trophy-Gewinn mit der University of Minnesota | - 1993 WCHA All-Tournament Team - 2005 Teilnahme am DEL All-Star Game - 2008 Österreichischer Meister mit dem EC Red Bull Salzburg |

### International
- 1996 Bronzemedaille bei der Weltmeisterschaft

## Karrierestatistik

### International
Vertrat die USA bei:
| - Junioren-Weltmeisterschaft 1991 - Weltmeisterschaft 1993 - Olympischen Winterspielen 1994 | - Weltmeisterschaft 1996 - Weltmeisterschaft 1999 - Weltmeisterschaft 2003 |

(Legende zur Spielerstatistik: Sp oder GP = absolvierte Spiele; T oder G = erzielte Tore; V oder A = erzielte Assists; Pkt oder Pts = erzielte Scorerpunkte; SM oder PIM = erhaltene Strafminuten; +/− = Plus/Minus-Bilanz; PP = erzielte Überzahltore; SH = erzielte Unterzahltore; GW = erzielte Siegtore; 1 Play-downs/Relegation; Kursiv: Statistik nicht vollständig)